# Територія гідності
«Територія гідності» — міжнародний відкритий конкурс на концепцію оновленого громадського простору ядра міста Києва із матеріалізацією подій Революції гідності.

## Проведення
Конкурс було анонсовано у березні 2014 року міністром культури Є. Нищуком. На пресконференції, що відбулася у Києві 23 квітня 2014, наголошувалося, що право на визначення тематики й ідеології конкурсу належить народові України, тому конкурс, на який можуть подаватися проєкти без обмеження фахового рівня учасників, має бути відкритим. Первісно передбачалося, що конкурс буде проведено до 28 серпня 2014, але згодом терміни проведення конкурсу розтягнулися майже на рік — до 16 червня 2015.
На вибір учасників було запропоновано чотири ділянки, максимально наближені до активних бойових дій — на вільній поруч з будівлею «Жовтневого палацу», сквер на вул. Інститутській, між вул. Михайла Грушевського та Петровською алеєю та на оглядовому майданчику перед «Жовтневим палацом». Конкурс проходив у чотирьох номінаціях, на які було подано 149 проєктів:
1. «Громадський простір Майдану та центрального ядра м. Києва» — 29 проєктів.
2. «Меморіалізація подій Революції Гідності та увічнення пам'яті Героїв Небесної сотні»" — 87 проєктів.
3. «Міжнародний культурний центр „Українській Дім на Європейській площі“» — 9 проєктів.
4. Багатофункціональний музейний комплекс «музей Майдану / музей свободи» — 24 проєкти.

Безпосередньо проведенню конкурсу передували громадські обговорення, що проводились щовівторка в Будинку архітектора. Як головна ідея меморіалу висловлювалося ідея втілення світлих надій на гідне життя у вільній демократичній Україні. Паралельно оргкомітетом проводилося опитування громадської думки, в ході якого станом на 25 вересня 2014 року проголосувало 996 чоловік.
Журі конкурсу очолював швейцарський архітектор Карл Фінгерхут, участь брали також головний архітектор Києва Сергій Целовальник, начальник управління музейної справи та культурних цінностей Василь Рожко, представник ГО «Родина Героїв Небесної Сотні» Ігор Кульчицький, віце-президент Національної спілки архітекторів України Петро Маркман, журналіст Микола Вересень, сатирик Лесь Подерев'янський та історик Олександр Зінченко

## Результати
Результати конкурсу були оголошені 16 червня 2015 року. Переможцями конкурсу в номінаціях стали:
- I номінація. Алесандро Мартінелі, Ханью Чен, Ксінью Жао (Тайвань). Проєктанти пропонують перетворити Хрещатику на пішохідну вулицю, засипавши його різноколірним подрібненим гранітом, добутим у різних регіонах України[4].
- II номінація. Андреа Маттейні, Бьянка Бардуччі, Елізабета Габріелі, Матіо Бігуцці, Фабіо Ре (Ріміні, Італія). Проєктанти пропонують вживити смуги сталі між камінцями бруківки на вул. Інститутській і кількох прилеглих вулицях, а в місцях загибелі протестувальників — висаджувати дерева[4].
- III номінація. Антон Олійник, Андрій Шуляр, Марія Пахомова, Сергій Ферлей, Олена Орап, Олексій Пахомов, Дмитро Спєсівцев, Денис Матвієнко, Юрій Ігнатенко (Київ, Україна). Проєктанти пропонують переобладнати «Український дім» під багатофункційний культурний центр[4]
- IV номінація. Філіп Піщік (Москва, Росія).

## Подальша доля проєктів
18 листопада 2015 Кабінет Міністрів України прийняв розпорядження «Про утворення державного закладу „Меморіальний комплекс Героїв Небесної Сотні — Музей Гідності“», в якому зазначений заклад доручалося віднести до сфери управління Українському інституту національної пам'яті, а міністерству фінансів — передбачити відповідні кошти на його утримання. Відповідно, результати конкурсу «Територія гідності» планувалося передати Інституту національної пам'яті.
Станом на 29 лютого 2016 реалізація проєкту не розпочалася, що спонукало Президента України П. Порошенка звернутися до мера Києва В. Кличка з проханням «вжити заходів щодо вирішення питання про відведення земельної ділянки для будівництва Меморіального комплексу Героїв Небесної сотні — Музею Революції гідності». 12 квітня 2016 цей заклад отримав статус національного, що однак, жодним чином не сприяло вирішенню долі конкурсних проєктів.
Станом на січень 2017 року Національний меморіальний комплекс Героїв Небесної Сотні — Музею Революції Гідності провів близько 40 виставок та заходів, проте реалізації проєктів-переможців конкурсу «Територія Гідності» не розпочав.
У 2017 році, залишаючи конкурсні проєкти нереалізованими, центральні органи виконавчої влади видали ряд документів, в яких ішлося про проведення нового конкурсу на спорудження об'єкта «Національний меморіальний комплекс Героїв Небесної Сотні — Музей Революції Гідності». Так, 18 травня 2017 року Кабінет міністрів видав розпорядження № 390-р, 19 липня 2017 року — розпорядження № 501-р, а 23 жовтня 2017 відповідний наказ підписав Міністр культури Євген Нищук. При цьому залишались невирішеними питання щодо землевідведення для спорудження комплексу, і залишалися невиплаченими премії переможцям попереднього конкурсу.